# Dionizy (Sakatis)
Dionizy, imię świeckie Charalambos Sakatis (ur. 4 września 1946 w Prinkipos, zm. 14 kwietnia 2021) – duchowny prawosławnego Patriarchatu Konstantynopola, od 2015 r. metropolita tytularny Synady. Pełnił urząd dyrektora departamentu praktyk religijnych przy Patriarchacie.

## Życiorys
W 1971 r. ukończył seminarium duchowne na Chalki. W latach 1971–1989 usługiwał jako hierodiakon w metropolii Wysp Książęcych. 21 grudnia 1989 przyjął święcenia kapłańskie i  został podniesiony do godności archimandryty. 15 września 1996 otrzymał chirotonię biskupią jako wikariusz patriarchy Konstantynopola, z tytułem biskupa Synady. W 2015 r. podniesiony do godności metropolity.